# Cola argentea
Cola argentea är en malvaväxtart som beskrevs av Maxwell Tylden Masters. Cola argentea ingår i släktet Cola och familjen malvaväxter. Inga underarter finns listade i Catalogue of Life.